# John Spellman (zápasník)
John Franklin Spellman (14. června 1899, Middletown, Connecticut, USA – 1. srpna 1966 Mhangura, Zimbabwe) byl americký zápasník, wrestler a hráč a trenér amerického fotbalu.
V roce 1924 vybojoval na olympijských hrách v Paříži zlatou medaili ve volném stylu v lehké těžké váze.
Po ukončení vysokoškolských studií se stal profesionálním zápasníkem a hráčem amerického fotbalu. Osm let hrál NFL za Providence Steam Roller. Jako aktivní hráč fotbalu skončil v roce 1932, poté působil jako trenér u týmu Boston Redskins.
V roce 1936 odjel na zápasnické turné, v roce 1938 dorazil do Afriky. Po vypuknutí druhé světové války nebyl schopen návratu do Spojených států. Do své smrti v roce 1966 již zůstal v Africe, kde pracoval jako důlní inženýr.